# Колоб (Унцукульский район)
Колоб — село в Унцукульском районе Дагестана.
Центр сельсовета в 1921—1926 году.

## География
Село расположено в 33 км к юго-западу от районного центра с. Унцукуль.

## История
В 1944 году население села Колоб было переселено в села Верхний Колоб (быв. Верхние Курчали) и Колоб (быв. Средние Курчали) Ритлябского района.

## Население
| 1888 | 1895 | 1926 | 1939 | 1970 | 1989 | 2002 |
| ---- | ---- | ---- | ---- | ---- | ---- | ---- |
| 280  | ↗286 | ↘249 | ↘244 | ↘149 | ↗167 | ↘137 |
| 2010 | 2021 |      |      |      |      |      |
| ↗241 | ↘123 |      |      |      |      |      |